# Yvrac
Yvrac är en kommun i departementet Gironde i regionen Nouvelle-Aquitaine i sydvästra Frankrike. Kommunen ligger i kantonen Cenon som tillhör arrondissementet Bordeaux. År 2022 hade Yvrac 2 901 invånare.

## Befolkningsutveckling
Antalet invånare i kommunen Yvrac
Referens:INSEE